# Pholinia
Pholinia is een geslacht van rechtvleugeligen uit de familie veldsprinkhanen (Acrididae). De wetenschappelijke naam werd in 1914 gepubliceerd door Ignacio Bolívar y Urrutia. De naam is op p. 49 en 53 van de protoloog te vinden als Phorinia maar werd op pagina 110 van hetzelfde werk gecorrigeerd tot Pholinia omdat de eerste naam al in gebruik was als Phorinia Robineau-Desvoidy, 1830.

## Soorten
Het geslacht Pholinia  is monotypisch en omvat slechts de volgende soort:
- Pholinia pictipennis (Bolívar, 1914)